# Hesperodiaptomus franciscanus
Hesperodiaptomus franciscanus är en kräftdjursart som först beskrevs av Lilljeborg in Guerne och Richard 1889.  Hesperodiaptomus franciscanus ingår i släktet Hesperodiaptomus och familjen Diaptomidae. Inga underarter finns listade i Catalogue of Life.